# 2012-es Monterrey Open
A 2012-es Monterrey Open női tenisztornát a mexikói Monterreyben rendezték meg 2012. február 20. és február 26. között. A torna International kategóriájú volt, összdíjazása 220 000 dollárt tett ki. A mérkőzéseket szabadtéri kemény pályákon játszották, 2012-ben negyedik alkalommal. A főtáblán és a selejtezőben egyaránt harminckettő játékos lépett pályára. A páros versenyen tizenhat pár indult el.

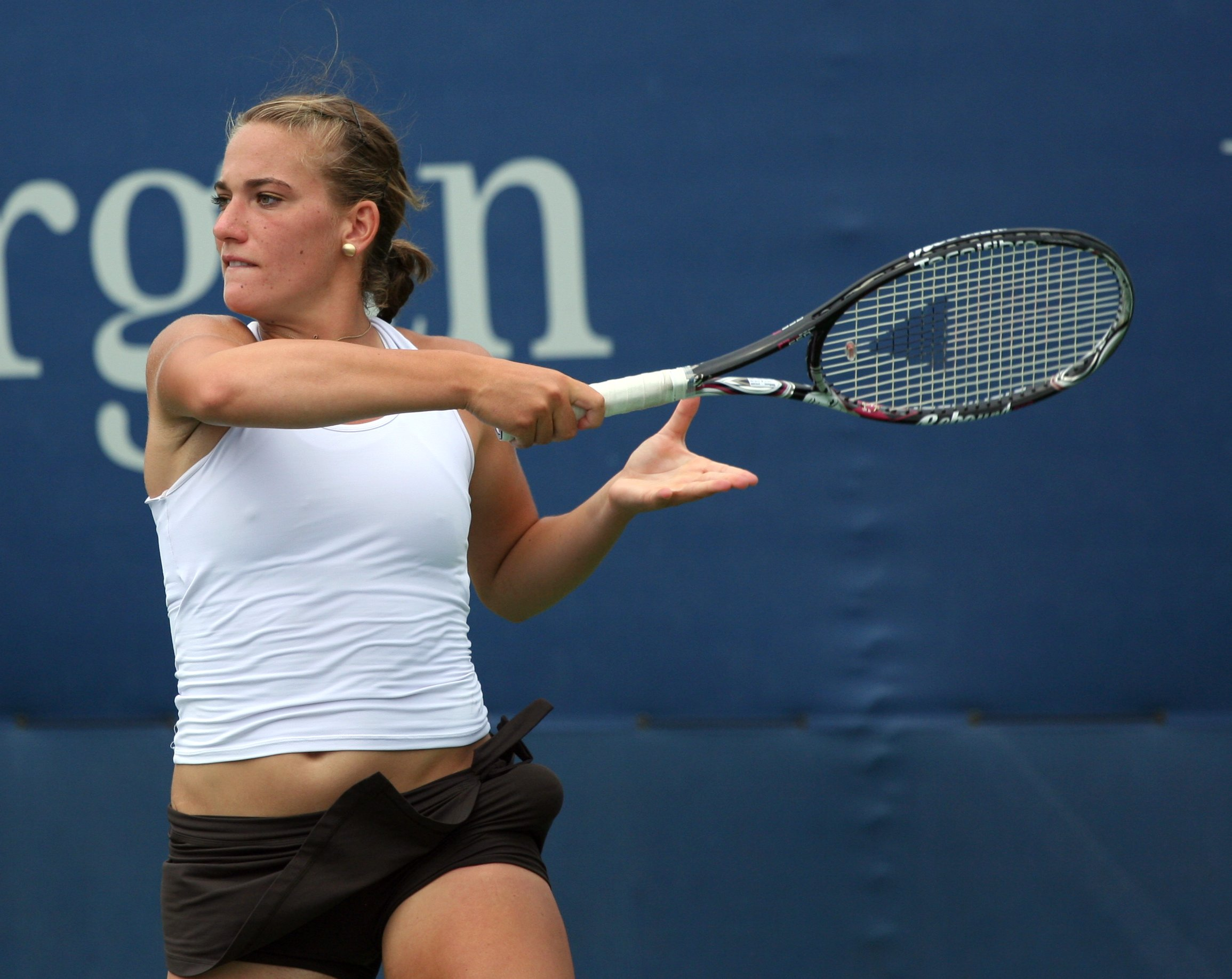
Babos Tímea pályafutása első WTA-győzelmét aratta Monterreyben

## Győztesek
Egyéniben a győzelmet a 18 éves Babos Tímea szerezte meg, a fináléban a román Alexandra Cadanțut 6–4, 6–4-re legyőzve. Babosnak ez volt az első WTA-győzelme pályafutása során, amelynek köszönhetően a százhetedikről a hatvannyolcadik helyre ugrott a világranglistán.
A párosok versenyét egy olasz kettős, Sara Errani és Roberta Vinci nyerte meg, a fináléban 6–2, 7–6(6) arányban legyőzve a Date Kimiko–Csang Suaj-párost. Erraninak és Vincinek ez volt a hatodik közös győzelmük párosban.

## Döntők

### Egyéni
Babos Tímea –  Alexandra Cadanțu 6–4, 6–4

### Páros
Sara Errani /  Roberta Vinci –  Date Kimiko /  Csang Suaj 6–2, 7–6(6)

## Világranglistapontok és pénzdíjazás

### Pontok
| Eredmény           | Egyéni | Páros |
| ------------------ | ------ | ----- |
| Győzelem           | 280    | 280   |
| Döntő              | 200    | 200   |
| Elődöntő           | 130    | 130   |
| Negyeddöntő        | 70     | 70    |
| 16 között          | 30     | 1     |
| 32 között          | 1      | –     |
| Főtáblára jutás    | 16     | –     |
| Selejtező (döntő)  | 10     | –     |
| Selejtező (2. kör) | 6      | –     |
| Selejtező (1. kör) | 1      | –     |

### Pénzdíjazás
A torna összdíjazása a többi International versenyhez hasonlóan 220 000 amerikai dollár volt. Az egyéni bajnok 37 000 dollárt, a győztes páros együttesen 11 000 dollárt kapott.
| Eredmény           | Egyéni   | Páros    |
| ------------------ | -------- | -------- |
| Győzelem           | 37 000 $ | 11 000 $ |
| Döntő              | 19 000 $ | 5750 $   |
| Elődöntő           | 10 200 $ | 3100 $   |
| Negyeddöntő        | 5340 $   | 1650 $   |
| 16 között          | 2950 $   | 860 $    |
| 32 között          | 1725 $   | –        |
| Selejtező (döntő)  | 860 $    | –        |
| Selejtező (2. kör) | 460 $    | –        |
| Selejtező (1. kör) | 265 $    | –        |